# Секундоґенітура
Секундогенітура — постанова в приватному княжому праві (Privatfürstenrecht), так само як в сімейному праві вищої аристократії за якою другий у роді (Secundogenitus) має відомі майнові і можновладні права на загальне сімейне майно для себе і своїх нащадків.
Існує також постанова про порядок спадкування за правом первородства, або прімогенітури, а також терціогенітура. У домі Габсбургів права роду, що царював до 1859 року в Тоскані, ґрунтувалися на секундогенітурі, тоді як імператорські права в Австро-Угорщині випливають з прімогенітури